# Teatro latino

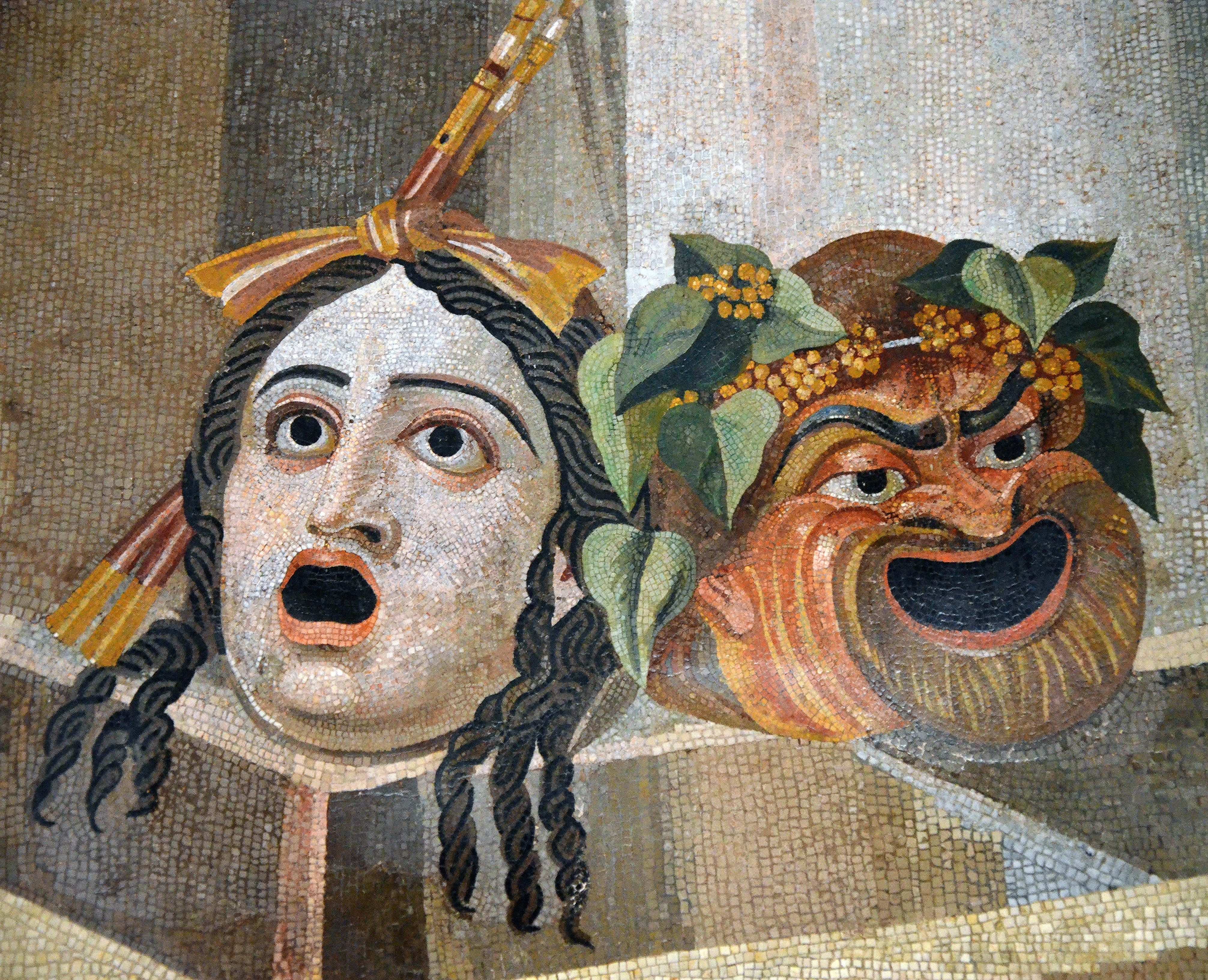
Mosaico romano del. Museos Capitolinos.

El teatro latino es el teatro que se hacía en la antigua Roma, que incluía textos, música, escenografía e indumentaria y se representaba en latín. Algunos dramaturgos romanos célebres fueron Plauto, Terencio o Séneca con obras como Medea o Las troyanas.
Al contrario que los griegos, para los romanos la función del teatro pasó de ser una forma de formación, filosofía o crítica social, a tomar importancia el entretenimiento y el espectáculo por sí mismo. La comedia era extremadamente popular, pero también se hacían tragedias y otros géneros para disfrutar otras emociones. Se crearon compañías de teatro profesionales formadas por grupos de actores que hacían giras por varias provincias.
Los romanos estaban más preocupados del espectáculo concreto que ofrecía la obra teatral que de no estar en armonía con el conjunto del mundo, como hacían por ejemplo los griegos. Así, a veces taparon con frentes escénicos bonitos paisajes detrás del escenario para que el público se pudiera centrar en el espectáculo y proveerlo de más complejidad, puesto que servía también de "decorado" monumental, que ornamentaban con escenografías pintadas de forma realista. También se sabe que se mostraron deseosos de mejorar la acústica y la visibilidad, algo patente en sus construcciones arquitectónicas dedicadas a estas artes.

## Orígenes
Roma fue fundada como una monarquía bajo el dominio etrusco y continuó siéndolo durante los siguientes dos siglos y medio de su existencia. Tras la expulsión de último rey romano, Lucio Tarquinio el Soberbio, alrededor de 509 a. C., Roma se convirtió en una república que estaba liderada por un grupo de magistrados elegidos por el pueblo romano. Se cree que el teatro romano nació durante las dos primeras centurias de la República romana, tras la expansión del poder romano por la mayoría de la península itálica, alrededor de 364 a. C. Tras una devastadora epidemia de peste en 364 a. C., los ciudadanos romanos comenzaron a incluir juegos teatrales como un añadido a las ceremonias del Lectisternio como una manera de apaciguar a los dioses. Estas prácticas se establecieron durante los siguientes años, cuando los actores convirtieron las danzas y los juegos en actuaciones que se compaginaban con música y movimientos. Con el avance de la República romana, los ciudadanos empezaron a incluir actuaciones dramáticas profesionales en las ofrendas eclécticas de los ludi (celebraciones festivas) llevados a cabo cada año; los más importante eran los Juegos Romanos, celebrados cada septiembre en honor al dios romano Júpiter. El autor y dramaturgo Livio Andrónico fue el primero en realizar traducciones de obras griegas y escenificarlas en un escenario romano durante los Juegos Romanos en 240 a. C.
Sin embargo, antes de 240 a. C., las culturas del norte y sur de la península itálica ya habían influenciado los conceptos romanos de entretenimiento. Las primeras escenificaciones romanas estaban dominadas por la farsa flíaca, una forma de parodia trágica que se popularizó en Italia durante la República romana entre 500 y 250 a. C., la atelana, un tipo de comedia que representaba el supuesto pensamiento contrario de la ciudad de Atella y que floreció sobre 300 a. C., y los versos fescenninos, originarios del sur de Etruria. Además, los alumnos de la farsa flíaca habían descubierto jarrones que representaban producciones de la Antigua comedia, como obras de Aristófanes, lo que ha llevado a algunos a establecer la representación de estas comedias a un público latino a comienzos del siglo IV a. C., hecho que se sustenta con que el latín era un componente esencial del teatro romano. Entre los años 240 y 100 a. C., el drama literario fue el género más representativo, en la que las obras griegas clásicas y tardías fueron adaptadas al teatro romano. Desde el 100 a. C. hasta la caída del Imperio romano de Occidente en 476 d. C., el entretenimiento romano comenzó a representarse con actuaciones circenses, espectáculos y mímica, aunque las actuaciones teatrales continuaron fascinando al público.
Los primeros dramas que emergieron fueron muy similares al drama griego. Roma participó en numerosas guerras, algunas en la misma península itálica, donde la cultura griega había tenido una gran influencia, ejemplos de ello son la primera guerra púnica (264-241 a. C.) en Sicilia. Esta contienda abrió relaciones entre Grecia y Roma y produjo un florecimiento del mundo helenístico, en la que la cultura helena estaba más expandida, y con los avances políticos a la vez que Roma conquistaba colonias mediterráneas. Los romanos adaptaron grandes aspectos de la cultura griega, así como sus logros, y plasmaron estos avances en la literaria, arte y ciencia romanas. Tras la tercera guerra macedónica (168 a. C.), Roma tuvo más acceso hacia la riqueza del arte y la literatura griega y comenzaron a llegar migrantes griegos, particularmente filósofos estoicos como Crates de Malos (168 a. C.) e incluso filósofos atenienses (155 a. C.).

## Estilo y evolución de la literatura latina o romana
La comedia togata es la que trata sobre temas de la cultura romana, pero también se hicieron, al comienzo, inspiradas en las griegas, género que posteriormente los estudiosos han denominado comedia paliata. Este arte de entretenimiento empezó a hacerse en espacios cada vez más grandes para poder alcanzar más espectadores; el tamaño y la consiguiente distancia entre el público y los actores hizo evolucionar el espectáculo hacia una cosa más visual, donde los diálogos intimistas y detallados iban sustituyéndose por otros más simples y comerciales; después, por escenas cómicas breves, y más tarde por una sucesión variada de espectáculos que incluían mímica, payasos y acrobacias diversas (del mismo estilo que el actual Cirque du Soleil, por ejemplo). Posteriormente se incluirían los animales, primero con espectáculos hoy considerados de circo y más tarde con luchas entre ellos. Finalmente, todo esto fue reemplazado por el espectáculo considerado más popular y deseado por el público, la lucha a muerte entre humanos (gladiadores).

## Influencia en otros estilos y culturas
La dramaturgia latina, considerada clásica junto con la griega, ha tenido, como las bellas artes de estas civilizaciones, una fuerte influencia en las culturas europeas a lo largo de los siglos. Algunos textos de teatro latinos se representan todavía hoy. Otros actualmente "clásicos" se basan en anteriores obras romanas, a veces a su vez inspiradas en creaciones griegas, y así han contribuido al conocimiento y la expansión de la cultura de la antigua Grecia. Es el caso, por ejemplo, de la Fedra romana de Séneca, que inspiró directamente la Fedra francesa de Jean Racine, a pesar de existir una Fedra griega, la de Sófocles.
Por otro lado, a pesar de que muchas personas pueden tener la impresión de que todo fruto de la obra romana está basado en la cultura griega, no es forzosamente el caso en cuanto a la dramaturgia, puesto que algunas tragedias griegas fueron imitaciones de las romanas, por ejemplo las de Lucio Accio.

## Géneros del teatro en la Antigua Roma

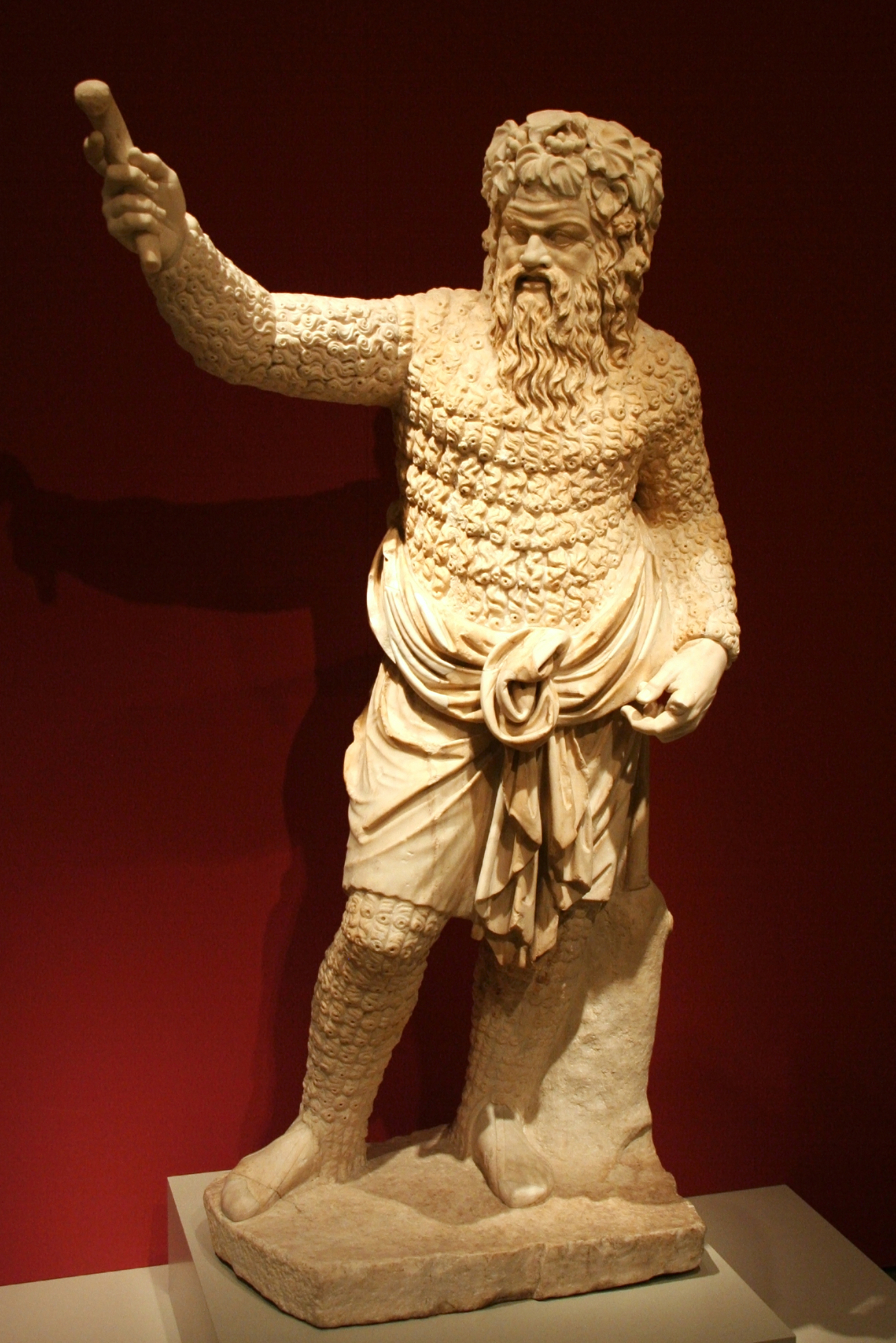
Actor romano interpretando a Paposileno. Estatua de mármol, c. 100, según un original griego del

Las primeras obras importantes de la literatura romana fueron las tragedias y comedias escritas por Livio Andrónico a partir del 240 a. C. Cinco años después, Cneo Nevio, contemporáneo más joven que Andrónico, también comenzó a escribir drama, componiendo también en ambos géneros. No ha sobrevivido ninguna obra de ninguno de los dos escritores. Sin embargo, a principios del siglo II a. C., el teatro ya se había establecido firmemente en Roma y se había formado un gremio de escritores (collegium poetarum).

## Tragedia romana
Aunque fue muy apreciada en su día, no ha sobrevivido ninguna tragedia romana temprana. Los historiadores reconocen a tres tempranos dramaturgos: Ennio, Pacuvio y Lucio Accio. Un aspecto importante de la tragedia que se diferenciaba de otros géneros fue la introducción de coros que se incluían en la acción en el escenario durante las representaciones de muchas tragedias.
Sin embargo, de la época del imperio sobrevive la obra de dos trágicos: uno es un autor desconocido, mientras que el otro es el filósofo estoico Séneca. Sobreviven nueve de las tragedias de Séneca, todas ellas fabulae crepidatae (A fabula crepidata o fabula cothurnata es una tragedia latina con temas griegos). Séneca aparece como personaje en la tragedia Octavia, el único ejemplo existente de fabula praetexta (tragedias basadas en temas romanos, creadas por primera vez por Nevio), y como resultado, la obra se atribuyó erróneamente al propio Séneca. Sin embargo, aunque los historiadores han confirmado que la obra no era de Séneca, se desconoce a su verdadero autor.
Las tragedias de Séneca presentan un estilo declamatorio, o un estilo de tragedia que enfatiza las estructuras retóricas. Era un estilo caracterizado por la paradoja, la discontinuidad lingüística, la antítesis y la adopción de estructuras y técnicas declamatorias que involucraban aspectos de compresión, elaboración, epigrama y, por supuesto, hipérbole, ya que la mayoría de sus obras parecían enfatizar exageraciones para hacer puntualizaciones más persuasivas.
Séneca escribió tragedias que reflejaban el alma, a través de las cuales se usaba la retórica dentro de un proceso de creación de un personaje trágico y la revelación sobre su estado de ánimo. Una de las formas más notables que Séneca desarrolló en la tragedia fue el uso del aparte, un recurso teatral común en el drama helenístico, que en ese momento era ajeno al mundo de la tragedia ática. Séneca exploró el interior de la psicología de la mente a través de "soliloquios o monólogos de autorrepresentación", que se centraban en los pensamientos internos, las causas centrales de sus conflictos emocionales, su autoengaño, u otras variedades de confusión psicológica que le sirvieron para dramatizar la emoción de una manera que se convirtió en el centro de la tragedia romana, distinguiéndose de las formas anteriores de la tragedia griega. A los que atestiguaban el uso de la retórica por parte de Séneca, alumnos, lectores y público en general, se les había enseñado el uso por Séneca de la estrategia verbal, la movilidad psíquica y el juego de roles público, que para muchos, alteró sustancialmente los estados mentales de muchos individuos.

## Comedia romana

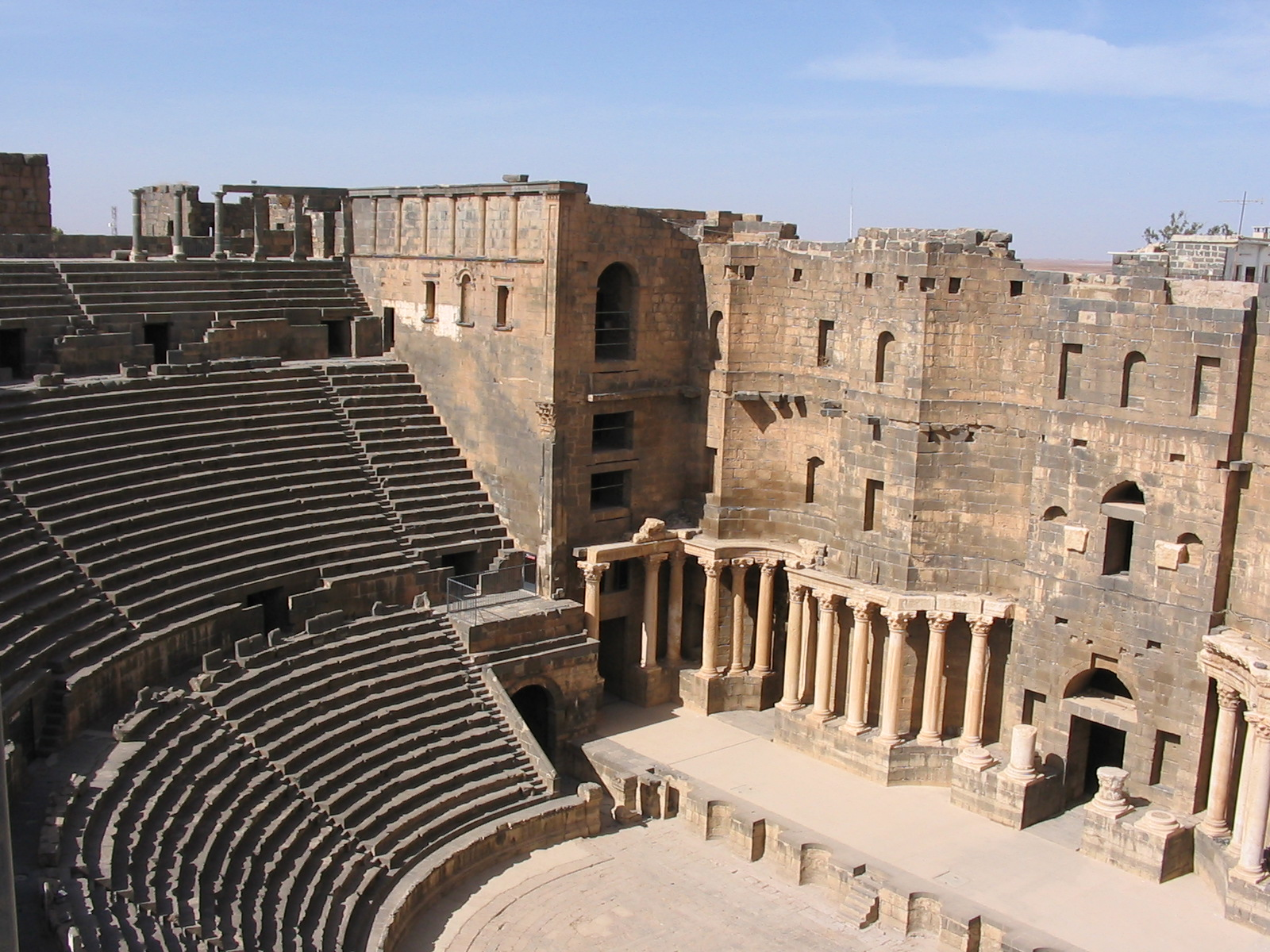
Teatro romano en Bosra (Siria).

La comedia romana se puede clasificar en tres tipos: fabula palliata (comedias basadas en temas griegos), fábula togata (comedias basadas en temas romanos) y fábula atelana (basada en improvisaciones y personajes fijos). No han sobrevivido ninguna fabula togata ni fábulas atelanas, pero sí se conservan comedias palliatas de Plauto y Terencio.
Al adaptar las obras griegas para ser representadas ante un público romano, los dramaturgos cómicos romanos hicieron varios cambios en la estructura de las obras. Lo más notable es la eliminación del papel, anteriormente destacado, del coro como un medio de separar la acción en distintos episodios. Además, se agregó a las obras un acompañamiento musical como complemento simultáneo al diálogo. La acción de todas las escenas tiene lugar típicamente en las calles, fuera de las viviendas de los personajes principales, y las complicaciones de la trama eran frecuentemente el resultado de las escuchas secretas de un personaje menor.
Plauto escribió entre 205 y 184 a. C. y veinte de sus comedias han sobrevivido hasta nuestros días, de las cuales sus farsas son las más conocidas. Fue admirado por el ingenio de sus diálogos y por su variado uso de la métrica poética. Como resultado de la creciente popularidad de las obras de Plauto, así como de esta nueva forma de comedia escrita, las obras escénicas se convirtieron en un componente prominente en las fiestas romanas de la época, reclamando su lugar en eventos que anteriormente solo programaban carreras, competiciones atléticas o batallas de gladiadores.
Nos han sobrevivido las seis comedias que Terencio compuso entre el 166 y el 160 a. C. La complejidad de sus tramas, en donde habitualmente combinaba varios originales griegos en una sola producción, provocó fuertes críticas, incluyendo que, al hacerlo, estaba arruinando las obras originales griegas, así como ciertos rumores de que había recibido asistencia de personajes de alto rango para componer su material. De hecho, estos rumores llevaron a Terencio a usar los prólogos en varias de sus obras como oportunidad para suplicar al público que tuviesen en cuenta, de forma objetiva, su material y que no se dejasen influir por lo que hubieran podido escuchar sobre sus prácticas literarias. Esta fue una gran diferencia con los prólogos escritos por otros dramaturgos conocidos de la época, que utilizaron rutinariamente estos como una forma de prefacio de la trama de la obra que se iba a representar.

### Personajes comunes en la comedia romana

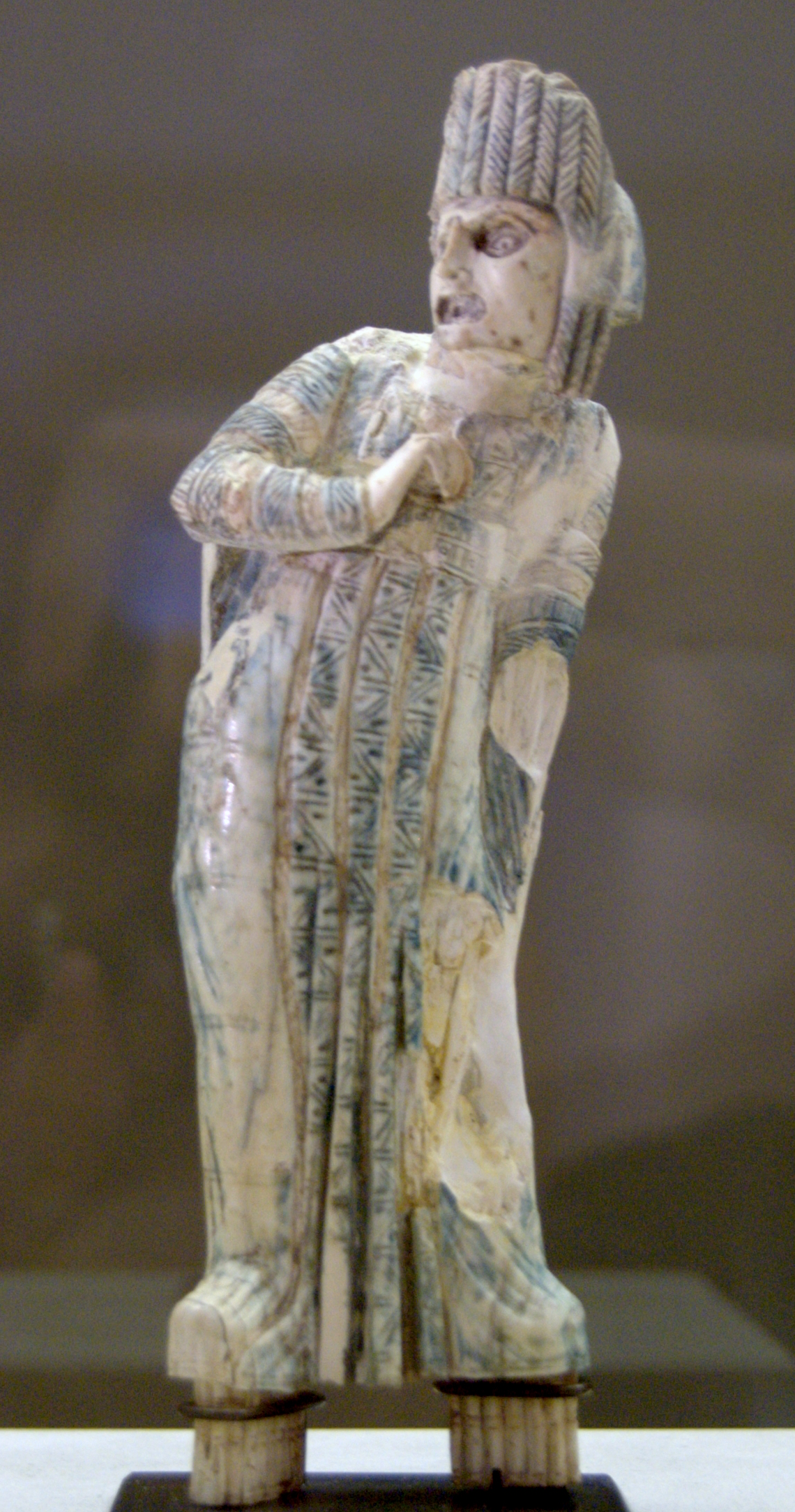
Estatuilla de marfil de un actor de tragedia romano,.

Los siguientes son ejemplos de personajes comunes en la comedia romana palliata:
- El adulescens es un hombre soltero, generalmente en su adolescencia o en su veintena; su acción generalmente rodea la búsqueda del amor de una prostituta o una esclava, que luego se revela como una mujer nacida en libertad y, por tanto, elegible para el matrimonio. El personaje del adulescens suele ir acompañado de un personaje esclavo muy inteligente, que intenta resolver los problemas de los adulescens o protegerlos ante los conflictos.[9]
- El senex se ocupa principalmente de su relación con su hijo, un adulescens. Aunque a menudo se opone a la elección del interés amoroso de su hijo, a veces lo ayuda a lograr sus deseos. Otras veces está enamorado de la misma mujer que su hijo, una mujer demasiado joven para el senex. Nunca consigue a la chica y a menudo es arrastrado por su furiosa esposa.[9]
- El leno ("lenón") es el personaje del proxeneta o 'traficante de esclavos'. Aunque las actividades del personaje se describen como altamente inmorales y viles, el leno siempre actúa legalmente y siempre se le paga la totalidad por sus servicios.[9]
- El miles gloriosus es un soldado arrogante y fanfarrón, derivado de la comedia antigua griega. El título del personaje está tomado de una obra de teatro del mismo nombre escrita por Plauto. El personaje de miles gloriosus es típicamente crédulo, cobarde y jactancioso.[10]
- El parasitus ("parásito")[11] a menudo se describe como un mentiroso egoísta. Se le asocia típicamente con el personaje del miles gloriosus y depende de cada una de sus palabras. El parasitus se ocupa principalmente de su propio apetito, o de dónde obtendrá su próxima comida gratis.[9]
- La matrona es el personaje de la esposa y la madre, y generalmente se muestra como una molestia para su esposo, interfiriendo constantemente en su libertad para perseguir a otras mujeres. Después de sorprender a su esposo con otra mujer, generalmente termina la aventura y lo perdona. Ama a sus hijos, pero a menudo es temperamental con su esposo.[9]
- La virgo ("joven doncella") es una joven soltera, y es el interés amoroso del adulescens. A menudo se habla de ella, pero permanece fuera del escenario. Un punto típico de la trama, en el último acto de la obra, revela que es nacida libre y, por tanto, elegible para el matrimonio.[9]